# ネクライトーキー
ネクライトーキー（英: NECRY TALKIE）は、日本の5人組ロックバンド。所属事務所はNo Big Deal Records。

## 概要
「石風呂」名義で「ボカロP」として活動し、バンド・コンテンポラリーな生活のボーカル・ギターでもあった朝日が、「石風呂」名義で発表した作品をはじめ女性ヴォーカル用の曲をバンドで演奏するために2017年結成。新たにボーカル・もっさを招聘し、他のメンバーはコンテンポラリーな生活のバンドメンバーがスライドする形で集められている。2019年にサポートで入っていた中村郁香が正式加入し、現在に至る。

## メンバー
- もっさ（1994年9月19日（30歳） - ）
ボーカル・ギター
  - 女性。
  - 兵庫県加古川市出身[要出典]。[2]
  - 一部の楽曲で作詞作曲を行なっている。
  - バンド「空中スコッピー」のボーカル・ギターとしても活動し、作詞作曲を担当している。
  - 過去にひが名義でニコニコ動画にて「歌い手」を行っていたが、ネクライトーキーの活動開始とほぼ同時期に関連動画が削除され、実質上の引退をした[3]。
  - CDのジャケットやグッズ等のアートワークも手掛けている[4]。
  - 朝日の別名義、石風呂のアルバムクロスフェードのナレーションを務めた[要出典]。
  - 2021年、花王「Primavista」にてCMソングを担当[5]。エレファントカシマシの「悲しみの果て」をカバーした。
- 朝日（あさひ、1990年7月23日（34歳） - ）
ギター
  - 男性。
  - 本名は、朝日 廉（あさひ れん）。
  - ほぼ全ての楽曲（音源化されていない曲を除く）の作詞作曲を担当している。
  - バンド「コンテンポラリーな生活」のボーカル・ギターとしても活動し、全曲の作詞作曲を担当している。また同バンドでは本名名義で活動している。
  - 別名義「石風呂」ではボーカロイドを使用した、所謂「ボカロP」としての活動も行っており、ネクライトーキーでは石風呂楽曲のセルフカバーも行っている。
  - もっさ同様にCDのジャケットやグッズ等のアートワークも手掛ける。
  - KANA-BOONの公式マスコットキャラクター「アサヒレン」という名前は彼の名前から取られた[6]。
- 藤田（ふじた、1990年8月2日（34歳） - ）
ベース
  - 女性。
  - Gt.朝日と同級生で、同じ軽音楽部のメンバーだった。
  - 本名は、藤田 彩（ふじた あや）。
  - 朝日と同様、バンド「コンテンポラリーな生活」のメンバーとしても活動。
  - 中村とは以前から交友関係があり、サポートメンバーに勧誘した。
- カズマ・タケイ（1989年8月29日（35歳） - ）
ドラムス
  - 男性。
  - バンド「コンテンポラリーな生活」のサポートメンバーとしても活動。
  - バンド「the rouxtz」「Goodbye Gangsters」「わがままカレッジ」でもドラムを担当。
- 中村 郁香（なかむら あやか、4月22日 - ）
キーボード
  - 女性。
  - 愛称は「むーさん」。
  - サポートとして初ライブから参加し、ツアー等にも同行。2019年3月15日『オーキートーキー!全国編「〆」』梅田Shangri-la公演より正式加入[7]。
  - 愛称と同じ「Muu（むーさん）」という名でバーチャルyotuberとしても活動している。2024年11月9日にe-sportsチーム「Meteor」のストリーマー部門に所属を発表した[8]。

## 来歴
2017年
- 3月、朝日が他のメンバー3人を誘う形で結成[9]。
- 8月18日、北堀江club vijonにて初ライブを行い、100枚限定1stデモシングル「タイフー!」を会場にて発売し、ミュージック・ビデオもYouTubeにて公開した。本格的な活動を開始。
- 11月10日、2ndデモシングル「だけじゃないBABY」の表題曲「だけじゃないBABY」のミュージック・ビデオをYouTubeにて公開。
- 11月17日、北堀江club vijonにてレコ発である初自主企画ライブ「オーキートーキー!vol.1大阪編」を開催、2ndデモシングル「だけじゃないBABY」を発売[9]。
- 11月25日、名古屋工業大学にて開催された「第55回工大祭 NIT LIVE FES 2017 延長戦」に出演。学園祭・愛知県にて初ライブを行う。
- 12月8日、下北沢ERAにてレコ発である初自主企画ライブ「オーキートーキー!vol.1東京編」を開催。

2018年
- 2月1日、「オーキートーキー!vol.1東京編」で披露された楽曲「ジャックポットなら踊らにゃソンソン」のライブ映像をYouTubeにて公開。
- 2月28日、3ヶ月連続MV公開企画第1弾「許せ!服部」をYouTubeにて公開[9]。
- 3月31日、アメリカ村clapperにて開催された「不透明人間戦争 大阪編」に出演。同日に3ヶ月連続MV公開企画第2弾「オシャレ大作戦」をYouTubeにて公開[9]。
- 4月30日、3ヶ月連続MV公開企画第3弾「涙を拭いて」YouTubeにて公開[9]。
- 5月11日、北堀江club vijonにて初ワンマンライブ「ゴーゴートーキーズ!」を開催、3rdデモシングル「オシャレ大作戦」を発売。
- 5月18日、下北沢BASEMENTBARにてワンマンライブ「ゴーゴートーキーズ!」を開催。
- 7月13日、福島 LIVE SQUARE 2nd LINEにてフィッシュライフ企画「太平洋大作戦6」に出演。自身初のツーマンライブ。
- 10月15日、同年12月5日リリースの1stフルアルバム『ONE!』のリリースを記念した3ヶ月連続MV公開企画第1弾「めっちゃかわいいうた」をYouTubeにて公開[9]。アルバムの収録内容も発表された[10]。
- 11月8日、新栄 RADSEVENにてワンマンライブ「ゴーゴートーキーズ!」を開催。
- 11月25日、渋谷 eggmanにて自主企画ライブ「オーキートーキー!vol.2」を開催。会場では1stフルアルバム『ONE!』がリリースに先駆けて販売された。
- 12月5日、初の全国流通盤となる1stフルアルバム『ONE!』をリリース[11]。

2019年
- 1月12日、心斎橋VARONにて「オーキートーキー!全国編」を開催、1st FULL ALBUM「ONE!」リリースツアーがスタート。
- 3月15日、『オーキートーキー!全国編「〆」』梅田Shangri-la公演にて、結成当初からサポートとしてキーボードを担当していた中村郁香が正式にメンバー加入。
- 7月24日、1stミニアルバム『MEMORIES』をリリース[12]。
- 8月24日、札幌 BESSIE HALLにて「ゴーゴートーキーズ!全国編」を開催、9月7日の渋谷 CLUB QUATTROまでの全6ヶ所6公演の1stミニアルバム「MEMORIES」リリースツアーがスタート。
- 9月23日、マイナビBLITZ赤坂にて『MEMORIES』リリースツアー追加公演である『ゴーゴートーキーズ!全国編「〆」』を開催。2020年にソニーミュージックからメジャーデビューすることを発表した[13]。所属レーベルがソニー・ミュージックアソシエイテッドレコーズであることがレーベルのTwitterアカウントで公表された[14]。

2020年
- 1月29日、アルバム「ZOO!!」をメジャーレーベルであるSony Music Associated Recordsから発売し、メジャーデビューを果たした[15][16]。

2021年
- 5月19日、メジャー2作目、通算4作目のアルバム「FREAK」をリリース[17]。
- エンディングテーマを採用されているニッポン放送系の深夜ラジオ番組『ナインティナインのオールナイトニッポン』のイベント『ナインティナインのオールナイトニッポン歌謡祭in横浜アリーナ』に出演。（2022年、2024年も出演。）

2023年
- 8月16日、バンド初のEP「踊れ！ランバダ」を発売。「ランバダ・ワンダラン」作曲の朝日は、ランバダが何であるかを知らないまま製作。
- 11月18日、バンド初となるデジタルシングル「bloom」をリリース。前日よりNetflixにて全世界独占配信されたアニメーション作品「スコット・ピルグリム ティクス・オフ」の主題歌として当て書きされた楽曲。
- 監督(個人名は不明)との打ち合わせ等のもと作曲された。アニメ本編に登場するバンドのラウンジロック的なサウンドに寄せなくて良いのかと質問した朝日であったが、アニメ側からの要望により"ネクライトーキー感"のある仕上がりに落ち着いた。 8月にリリースされたEP「踊れ！ランバダ」と同時に青葉台スタジオにてレコーディングが行われる。

2024年
- 6月21日、No Big Deal Recordsへの移籍を発表。

## ディスコグラフィ
順位はオリコンチャート週間ランキング最高位。

### 配信シングル
|            | 発売日         | タイトル                     | 備考                                                              |            |            |            |
| 自主製作盤 | 自主製作盤     | 自主製作盤                   | 自主製作盤                                                        | 自主製作盤 | 自主製作盤 | 自主製作盤 |
| ---------- | -------------- | ---------------------------- | ----------------------------------------------------------------- | ---------- | ---------- | ---------- |
| 1st demo   | 2018年4月15日  | タイフー!                    | 廃盤となった1st demo singleのジャケットを差し替えた配信シングル。 |            |            |            |
| メジャー   |                |                              |                                                                   |            |            |            |
| 1st        | 2020年10月28日 | 誰が為にCHAKAPOCOは鳴る      |                                                                   |            |            |            |
| 2nd        | 2022年9月30日  | 君はいなせなガール(藤田ver.) |                                                                   |            |            |            |
| 3rd        | 2023年11月18日 | bloom                        |                                                                   |            |            |            |
| 3rd        | 2023年11月18日 | bloom -Anime size-           |                                                                   |            |            |            |
| 4th        | 2024年7月24日  | 人生なんにもわかんねえ!      |                                                                   |            |            |            |

### 参加作品
- 忘れらんねえよ「いまも忘れらんねえよ。」（2023年12月13日発売）
  - 「バンドやろうぜ」

## タイアップ一覧
| 使用年 | 曲名                    | タイアップ                                                                                       |
| ------ | ----------------------- | ------------------------------------------------------------------------------------------------ |
| 2020年 | 明日にだって            | ニッポン放送系『ナインティナインのオールナイトニッポン』第2期公式エンディングテーマ（2020年 - ） |
| 2020年 | 誰が為にCHAKAPOCOは鳴る | テレビアニメ『秘密結社鷹の爪 〜ゴールデン・スペル〜』オープニングテーマ                          |
| 2021年 | ふざけてないぜ          | テレビアニメ『カノジョも彼女』オープニングテーマ                                                 |
| 2023年 | bloom                   | Netflix アニメシリーズ『スコット・ピルグリム テイクス・オフ』オープニングテーマ                  |
| 2024年 | 人生なんにもわかんねえ! | リアル脱出ゲーム 『トラブルだらけのライブハウスからの脱出』テーマソング                          |